# Szepligetella levipetiolata
Szepligetella levipetiolata är en stekelart som först beskrevs av Turner 1919.  Szepligetella levipetiolata ingår i släktet Szepligetella och familjen hungersteklar. Inga underarter finns listade i Catalogue of Life.